# Xã Blythe, Quận Schuylkill, Pennsylvania
Xã Blythe (tiếng Anh: Blythe Township) là một xã thuộc quận Schuylkill, tiểu bang Pennsylvania, Hoa Kỳ. Năm 2010, dân số của xã này là 924 người.